# Miramont-de-Comminges

Miramont-de-Comminges este o comună în departamentul Haute-Garonne, regiunea istorică Comminges, din sudul Franței. În 2009 avea o populație de 817 de locuitori.

## Evoluția populației
| An        | 1975  | 1982  | 1990 | 1999 | 2006 | 2009 |
| --------- | ----- | ----- | ---- | ---- | ---- | ---- |
| Populație | 1.123 | 1.008 | 922  | 784  | 851  | 817  |